# Olympische Sommerspiele 2016/Schwimmen – 200 m Brust (Männer)
Der Wettbewerb über 200 Meter Brust der Männer bei den Olympischen Spielen 2016 in Rio de Janeiro wurden am 9. und 10. August 2016 im Olympic Aquatics Stadium ausgetragen. 39 Athleten aus 30 Ländern nahmen daran teil. 
Es fanden fünf Vorläufe statt. Die 16 schnellsten Schwimmer aller Vorläufe haben sich für die zwei Halbfinals, die am gleichen Tag ausgetragen wurden, qualifiziert. Auch hier qualifizieren sich die Finalteilnehmer über die acht schnellsten Zeiten beider Halbfinals.
Abkürzungen:
WR = Weltrekord, OR = olympischer Rekord, NR = nationaler Rekord, PB = persönliche Bestleistung, JWB = Jahresweltbestzeit

## Bestehende Rekorde
| Weltrekord         | Akihiro Yamaguchi ( Japan) | 2:07,01 min | Gifu, Japan                    | 15. September 2012 |
| Olympischer Rekord | Dániel Gyurta ( Ungarn)    | 2:07,28 min | London, Vereinigtes Königreich | 1. August 2012     |

## Titelträger
| Olympiasieger     | Dániel Gyurta ( Ungarn)                | 2:07,28 min | London 2012 |
| Weltmeister       | Marco Koch ( Deutschland)              | 2:07,76 min | Kasan 2015  |
| Europameister     | Ross Murdoch ( Vereinigtes Königreich) | 2:08,33 min | London 2016 |
| Deutscher Meister | Marco Koch                             | 2:07,88 min | Berlin 2016 |

## Vorlauf

### Vorlauf 1
| Platz | Name             | Nation            | Zeit        | Anmerkung |
| ----- | ---------------- | ----------------- | ----------- | --------- |
| 1     | Glenn Snyders    | Neuseeland        | 2:12,47 min |           |
| 2     | Horváth Dávid    | Ungarn            | 2:13,24 min |           |
| 3     | Basten Caerts    | Belgien           | 2:13,44 min |           |
| 4     | Martin Allikvee  | Estland           | 2:13,66 min |           |
| 5     | Lee Hsuan-Yen    | Chinesisch Taipeh | 2:14,84 min |           |
| 6     | Denis Petrashov  | Kirgisistan       | 2:16,57 min |           |
| 7     | Arya Nasimi Shad | Iran              | 2:20,18 min |           |

### Vorlauf 2
| Platz | Name                       | Nation       | Zeit        | Anmerkung |
| ----- | -------------------------- | ------------ | ----------- | --------- |
| 1     | Nicholas Quinn             | Irland       | 2:11,67 min |           |
| 2     | Yannick Käser              | Schweiz      | 2:11,77 min |           |
| 3     | Laurent Carnol             | Luxemburg    | 2:11,94 min |           |
| 4     | Jorge Mario Murillo Valdés | Kolumbien    | 2:12,81 min |           |
| 5     | Tales Cerdeira             | Brasilien    | 2:12,83 min |           |
| 6     | Choi Kyu-Woong             | Südkorea     | 2:13,36 min |           |
| 7     | Dimitrios Koulouris        | Griechenland | 2:14,86 min |           |
| 8     | Dmytro Oseledets           | Ukraine      | 2:15,19 min |           |

### Vorlauf 3
| Platz | Name                  | Nation       | Zeit        | Anmerkung |
| ----- | --------------------- | ------------ | ----------- | --------- |
| 1     | Yasuhiro Koseki       | Japan        | 2:08,61 min |           |
| 2     | Ilja Chomenko         | Russland     | 2:08,94 min |           |
| 3     | Mao Feilian           | China        | 2:09,80 min |           |
| 4     | Erik Persson          | Schweden     | 2:10,15 min |           |
| 5     | Li Xiang              | China        | 2:10,17 min |           |
| 6     | Dániel Gyurta         | Ungarn       | 2:11,28 min |           |
| 7     | Cameron van der Burgh | Südafrika    | 2:12,67 min |           |
| 8     | Panagiotis Samilidis  | Griechenland | 2:12,68 min |           |

### Vorlauf 4
| Platz | Name             | Nation         | Zeit        | Anmerkung |
| ----- | ---------------- | -------------- | ----------- | --------- |
| 1     | Andrew Willis    | Großbritannien | 2:08,92 min |           |
| 2     | Marco Koch       | Deutschland    | 2:08,98 min |           |
| 3     | Dmitri Balandin  | Kasachstan     | 2:09,00 min |           |
| 4     | Ippei Watanabe   | Japan          | 2:09,63 min |           |
| 5     | Matti Mattsson   | Finnland       | 2:10,09 min |           |
| 6     | Carlos Claverie  | Venezuela      | 2:10,35 min |           |
| 7     | Giedrius Titenis | Litauen        | 2:12,13 min |           |
| 8     | Jarred Crous     | Südafrika      | 2:12,64 min |           |

### Vorlauf 5
| Platz | Name                  | Nation             | Zeit        | Anmerkung |
| ----- | --------------------- | ------------------ | ----------- | --------- |
| 1     | Anton Tschupkow       | Russland           | 2:07,93 min |           |
| 2     | Kevin Cordes          | Vereinigte Staaten | 2:09,30 min |           |
| 3     | Josh Prenot           | Vereinigte Staaten | 2:09,91 min |           |
| 4     | Craig Benson          | Großbritannien     | 2:11,19 min |           |
| 5     | Luca Pizzini          | Italien            | 2:11,26 min |           |
| 6     | Anton Sveinn McKee    | Island             | 2:11,39 min |           |
| 7     | Ashton Baumann        | Kanada             | 2:12,61 min |           |
| 8     | Thiago Teixeira Simon | Brasilien          | 2:15,01 min |           |

## Halbfinale

### Lauf 1
| Platz | Name            | Nation             | Zeit        | Anmerkung |
| ----- | --------------- | ------------------ | ----------- | --------- |
| 1     | Ippei Watanabe  | Japan              | 2:07,22 min |           |
| 2     | Josh Prenot     | Vereinigte Staaten | 2:07,78 min |           |
| 3     | Yasuhiro Koseki | Japan              | 2:07,91 min |           |
| 4     | Dmitri Balandin | Kasachstan         | 2:08,20 min |           |
| 5     | Ilja Chomenko   | Russland           | 2:09,73 min |           |
| 6     | Erik Persson    | Schweden           | 2:10,12 min |           |
| 7     | Luca Pizzini    | Italien            | 2:11,53 min |           |
| 8     | Carlos Claverie | Venezuela          | 2:11,56 min |           |

### Lauf 2
| Platz | Name            | Nation             | Zeit        | Anmerkung |
| ----- | --------------- | ------------------ | ----------- | --------- |
| 1     | Andrew Willis   | Großbritannien     | 2:07,73 min |           |
| 2     | Kevin Cordes    | Vereinigte Staaten | 2:07,99 min |           |
| 3     | Anton Tschupkow | Russland           | 2:08,08 min | NR        |
| 4     | Marco Koch      | Deutschland        | 2:08,12 min |           |
| 5     | Mao Feilian     | China              | 2:09,64 min |           |
| 6     | Li Xiang        | China              | 2:10,92 min |           |
| 7     | Craig Benson    | Großbritannien     | 2:10,93 min |           |
| 8     | Matti Mattsson  | Finnland           | 2:12,99 min |           |

## Finale
11. August 2016, 03:03 MEZ
| Platz | Name            | Nation             | Zeit        | Anmerkung |
| ----- | --------------- | ------------------ | ----------- | --------- |
| 1     | Dmitri Balandin | Kasachstan         | 2:07,46 min | NR        |
| 2     | Josh Prenot     | Vereinigte Staaten | 2:07,53 min |           |
| 3     | Anton Tschupkow | Russland           | 2:07,70 min | NR        |
| 4     | Andrew Willis   | Großbritannien     | 2:07,78 min |           |
| 5     | Yasuhiro Koseki | Japan              | 2:07,80 min |           |
| 6     | Ippei Watanabe  | Japan              | 2:07,87 min |           |
| 7     | Marco Koch      | Deutschland        | 2:08,00 min |           |
| 8     | Kevin Cordes    | Vereinigte Staaten | 2:08,34 min |           |